# Sant Cristòfol d'Usall
Sant Cristòfol d'Usall és una església romànica de Porqueres  a la comarca del Pla de l'Estany, inclosa a l'Inventari del Patrimoni Arquitectònic de Catalunya.

## Descripció
És una església romànica de planta rectangular, una sola nau, absis semicircular i coberta a dues aigües. Al costat del temple, un altre edifici (la rectoria), queda unida a la banda dreta de la façana mitjançant un petit mur de pedra. A la banda esquerra de l'església trobem un cos adossat, d'alçada superior, que segurament fou una torre de defensa o de vigilància. Això fa que la façana tingui un cert aspecte irregular i asimètric.
La façana del temple presenta un parament destrament treballat amb grans carreus de pedra ben escairats. La portalada és adovellada amb llindar i timpà llis; a sobre hi ha una petita finestra d'arc de mig punt. Sembla que hi havia una antiga porta lateral, avui dia tapiada. La façana queda rematada per un gran campanar d'espadanya, cobert amb un teulat que abraça dues finestres d'arc de mig punt. Els murs laterals de l'església, tot i que presenten un treball força acurat, mostren clarament que l'edifici fou realitzat en diverses etapes, probablement tres; la part més antiga seria la més propera a la façana i la més moderna la zona de l'absis. La porta de fusta conserva farratges originals romànics amb volutes als extrems i un pany en forma de serp.

A l'interior es poden veure les diferents fases constructives. Un primer tram, el més proper a la porta d'entrada, està cobert per volta de canó de pedra de travertí d'Espolla; a continuació, separats per un arc toral, hi ha un tram amb la coberta feta amb pedruscall col·locat a plec de llibre. Per acabar, hi ha la capçalera de forma quadrada que és una ampliació de l'anterior que tenia forma semicircular i encara és visible en el paviment. Conserva tot un seguit d'imatges barroques: Sant Galderic, robat l'any 1993 i recuperat el 1995, actualment en dipòsit al Museu d'Art de Girona; una Dolorosa, un Sant Joan i un Crist Crucificat, que abans formaven part d'un Calvari i ara estan separats; una Santa Anna; una Puríssima; un Sant Cristòfol; un Sant Antoni, una Mare de Déu del Roser i un Sant Crist.
Els murs són de pedres irregulars sense escairar excepte l'emmarcament de les obertures i els angles de l'edifici que són de carreus de pedra escairats.
L'església, junt amb la rectoria, la torre i el cementiri formen el nucli del veïnat d'Usall.
L'antiga torre adossada de planta quadrangular toca l'església per l'angle de ponent. Presenta murs portants de carreus irregulars, i coberta de teula àrab a dues vessants.
A la façana d'accés hi ha una porta i una finestra de reminiscències medievals. La resta d'obertures són emmarcades per carreus.
Prop de l'església hi ha un pedró conegut com el pedró d'Usall. La pedra originària del pedró va ser col·locada a l'altar de l'església, i actualment està format per tres pedres de molí. Una és de granit rosa, l'altre de pedra calcària beix i l'última de pedra sorrenca. Les pedres dels extrems són circulars i la del mig té forma troncocònica. A sobre hi ha un piló circula i al seu extrem una greu grega de ferro.

## Història
L'església apareix per primera vegada citada en la documentació quan va ser lliurada al monestir de Banyoles, l'any 1086; aquesta donació va ser confirmada en les butlles d'Urbà II (1096) i Alexandre III (1175). El 1364, la reina Elionor va vendre al monestir de Banyoles la jurisdicció d'aquesta parròquia. A mitjan segle xviii l'església va ser saquejada per les tropes franceses.
L'absis ha estat eliminat i ha estat substituït per un cos rectangular que amplia la nau i conté la sagristia.
El temple està sota la advocació de Sant Cristòfol i Santa Anna. Va ser construït en diverses etapes, que van començar al segle xi, va patir una ampliació al segle xii, moment en què es va realitzar quasi tota la construcció. L'absis és la part més nova de l'església, probablement del segle xviii.
Entre els anys 1965 i 1987 es realitzaren els treballs de restauració: es va treure el guix que cobria les parets i va aparèixer el parament original. També es descobriren els fonaments de l'absis primitiu. A l'interior es conserven diverses imatges de culte del segle xviii i una pila baptismal del segle xvi.

## Altres
Entre els segles xiv i xvi destaca a Barcelona la família patrícia dels Dusai segurament provinents de la parròquia d'Usall.